# Tangara cyanocephala
La tangara militar (Tangara cyanocephala), también denominada tángara de cuello rojo, tangará cuello castaño (en Paraguay y Argentina) o saíra militar (en Argentina), es una especie de ave paseriforme de la familia Thraupidae, perteneciente al numeroso género Tangara. Es nativa del este de América del Sur.

## Distribución y hábitat
Se distribuye por el litoral sureste y sur de Brasil, desde Bahía hasta Río Grande do Sul, hacia el oeste hasta el este de Paraguay y noreste de Argentina (Misiones). Existen poblaciones aisladas en el noreste de Brasil.
Esta especie es considerada bastante común en sus hábitats naturales: el dosel y los bordes de la mata atlántica y otros bosques húmedos y zonas adyacentes, hasta los 1000 m de altitud.

## Descripción
Mide entre 10 y 13 cm de longitud. El macho presenta plumaje verde, con franjas negras en el dorso y las alas y una raya amarilla en cada ala; corona azul metálico y franja de color rojo vivo alrededor del cuello, la cual es rojo más apagado en las hembras, tendiendo a canela; el colorido general de la hembra es más apagado. Las aves sureñas tienen el cuerpo de tamaño mayor que el promedio, mientras que las norteñas son menores.

## Alimentación
Se alimenta de frutos, incluidos banano, guayaba, diversas bayas y además de insectos. Frecuentemente se integran en bandas mixtas con otras especies, a la hora de buscar su alimento.

## Reproducción
Normalmente se reproduce entre septiembre y diciembre. El nido tiene forma de cuenco, construido a elevada o mediana altura, generalmente con bromelias y con entretejido de epífitas. Tanto el macho como la hembra cuidan los polluelos.

## Sistemática

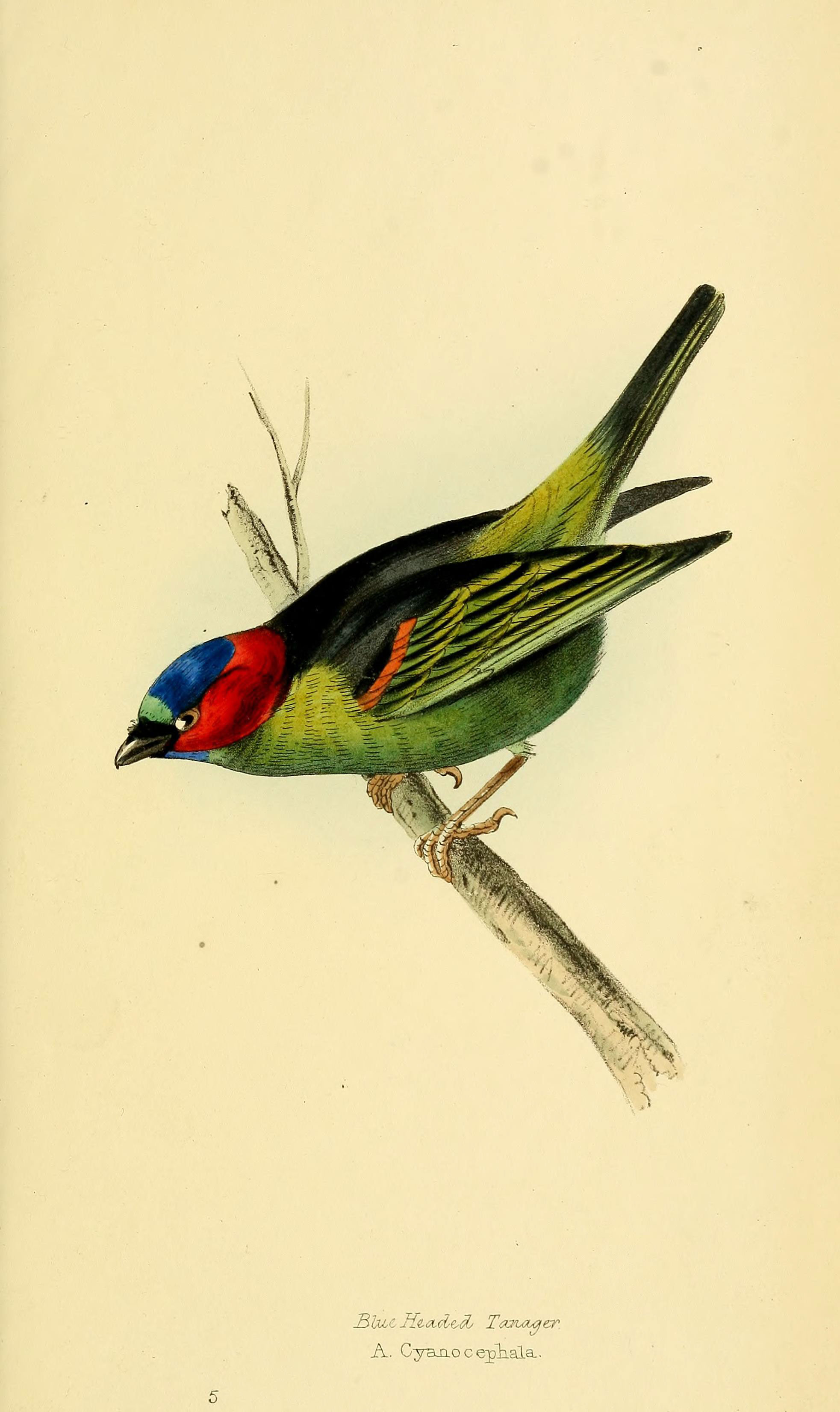
Aglaia cyanocephala = Tangara cyanocephala, ilustración de Swainson en A selection of the birds of Brazil and Mexico, 1841.

### Descripción original
La especie T. cyanocephala fue descrita por primera vez por el naturalista alemán Philipp Ludwig Statius Müller en 1776 bajo el nombre científico Tanagra cyanocephala; su localidad tipo es: «Cayena, error, enmendado para Río de Janeiro, Brasil».

### Etimología
El nombre genérico femenino Tangara deriva de la palabra en el idioma tupí «tangará», que significa «bailarín» y era utilizado originalmente para designar una variedad de aves de colorido brillante; y el nombre de la especie «cyanocephala» se compone de las palabras del griego  «kuanos»: azul oscuro, y «kephalus»: de cabeza.

### Taxonomía
Los amplios estudios filogenéticos recientes demuestran que la presente especie es hermana del par formado por Tangara cyanoventris y T. desmaresti; y este grupo se integra a un clado monofilético con Tangara fastuosa y T. seledon.

### Subespecies
Según las clasificaciones del Congreso Ornitológico Internacional (IOC) y Clements Checklist/eBird v.2019 se reconocen tres subespecies, con su correspondiente distribución geográfica:
Las subespecies se diferencian sutilmente en la longitud del cuerpo, el ancho y tono da la faja del cuello y los tonos de color de la corona y especialmente, de las coberteras supracaudales:
- Tangora cyanocephala cearensis Cory, 1916 – Ceará (Serra de Baturité).
- Tangara cyanocephala coralina (Berlepsch), 1903 – litoral de Paraíba hasta Espírito Santo;
- Tangara cyanocephala cyanocephala (Statius Müller), 1776 – sur de Espírito Santo hasta Rio Grande do Sul y además en Paraguay y el norte de Argentina (Misiones); tienden a presentar una longitud corporal por encima de la media.